# Мийо, Алиса
Алиса Мийо (фр. Alice Milliat; 5 мая 1884, Нант, Франция — 19 мая 1957, XII округ Парижа, Франция) — французская спортсменка, одна из первых женщин в профессиональном спорте во Франции и во всём мире. Основала Международную женскую спортивную федерацию и учредила Всемирные женские игры, получившие прозвище Женских Олимпийских игр. В результате её деятельности в Олимпиаде 1928 года впервые приняли участие женщины (в состязаниях по бегу).

## Создание Международной женской спортивной федерации
Впервые женщины смогли принять участие в Олимпийских играх в 1900 году, но только в состязаниях по гольфу и теннису. В последующие годы на Олимпийских играх появились также соревнования по женскому плаванью и ещё нескольким видов спорта. Однако соревнования по легкой атлетики на тот момент все ещё были закрыты для женщин.
В 1919 году Мийо потребовала от Международной ассоциации легкоатлетических федераций включить женщин в соревнования по легкой атлетики на Олимпийских играх, но получила отказ. Тогда 31 октября 1921 года Мийо создала Международную женскую спортивную федерацию (FSFI). FSFI решила провести Женские олимпийские игры, в которых женщины могли посоревноваться во всех видах спорта, а не только в тех, что были разрешены женщинам на Олимпийских играх.

## Всемирные женские игры и деятельность Мийо
Первые неофициальные Женские олимпийские игры состоялись в 1921 году в Монте-Карло и, из-за отсутствия дорожки для бега, прошли на поле для стрельбы. На следующий год эксперимент был повторен, опять в Монте-Карло. На этот раз в нём приняли участие 300 женщин-атлетов, представлявших 7 стран мира.

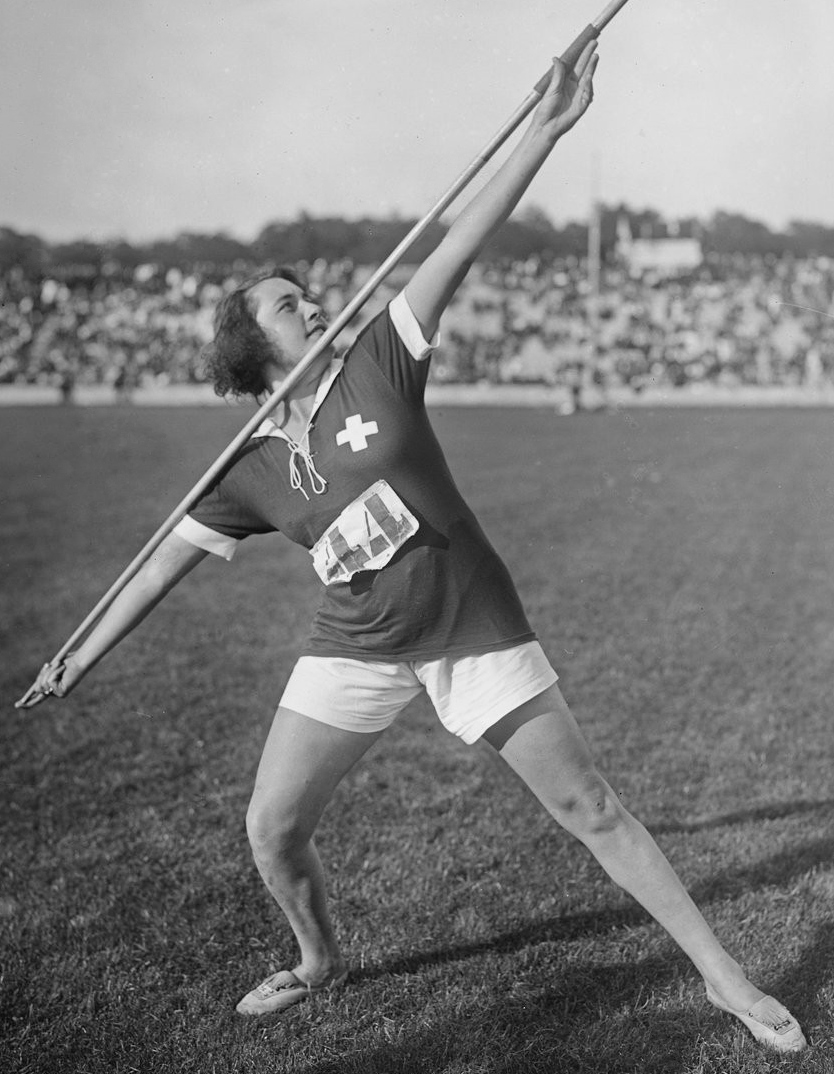
Атлетка Francesca Pianzola на первых Всемирных женский играх

В августе этого же года (1922) были впервые официально проведены Женские олимпийские игры. Они состоялись на стадионе Першинг в Париже и в них принял участие пять команд: США, Великобритании, Швейцарии, Чехословакии и Франции. Было проведено 11 соревнования по легкой атлетике, за этим наблюдали 20 000 зрителей — на их глазах 18 из соревнующихся женщин побили мировые рекорды.
Международный олимпийский комитет, разозленный, что в названии для женских игр использовали словосочетание «Олимпийские игры», убедил от Мийо и Женской спортивной федерации изменить название. В обмен на это олимпийский комитет согласился разрешить женщинам участвовать в 10 соревнованиях на Олимпийских играх 1928 года. Однако у этого решения было много противников, в том числе барон Пьер де Кубертен, который широко известен как человек, сделавший Олимпийские игры вновь популярными, был решительно против участия женщин в играх.
В результате следующие игры прошли в Гётеборге в Швеции в 1926 году и с тех пор носили название «Всемирные женские игры» (Women’s World Games). В этих играх приняли участия 10 команд из 10 разных стран. Из-за давления со стороны Международной женской спортивной федерации олимпийскому комитету пришлось включить в Олимпийские игры 1928 года 5 соревнований по легкой атлетике среди женщин. Однако для Мийо этого было недостаточно, потому что мужчинам было доступно участие в 22 соревнованиях. После Олимпийских игр 1930 и 1934 годов, в которых женщинам все ещё не позволялось участвовать в большинстве соревнований, Мийо поставила олимпийскому комитету ультиматум: либо они полностью открывают олимпийские игры для женщин, позволив им участвовать во всех соревнованиях, либо ни одна спортсменка из Международной женской спортивной федерации больше не будет принимать участия в Олимпийских играх. Это привело к тому, что олимпийский комитет учредил специальную комиссию, чтобы перенять на себя контроль над Международной женской спортивной федерации в обмен на расширение олимпийской программы для женщин, а также официальное признание установленных на Женских играх рекордов. Деятельность Мийо открыла для женщин намного более широкие возможности в профессиональном спорте, чем были до неё.

## Футбол
В 1920 году Мийо собрала женскую футбольную команду из Парижа, которая поехала в Великобританию, чтобы от имени Франции сыграть со знаменитой женской футбольной командой из Великобритании (Dick, Kerr’s Ladies F.C.) — это событие стало первым в истории международным женским соревнованием по футболу.

## Женское избирательное право во Франции
В 1934 году в интервью для журнала «Независимая женщина» Мийо выступила за избирательное право для женщин. Она считала, что избирательное право должно было привести к большим возможностям для женщин в профессиональном спорте.